# هوبارت هيرد ويلارد
هوبارت هيرد ويلارد (بالإنجليزية: Hobart Hurd Willard)‏ هو كيميائي أمريكي، ولد في 3 يونيو 1881 في إيري في الولايات المتحدة، وتوفي في 7 مايو 1974 في آن آربر في الولايات المتحدة.